# 33700 Gluckman
33700 Gluckman è un asteroide della fascia principale. Scoperto nel 1999, presenta un'orbita caratterizzata da un semiasse maggiore pari a 2,4001054 UA e da un'eccentricità di 0,1617439, inclinata di 2,63622° rispetto all'eclittica.